# Klęska
Klęska (fr. La débâcle) – dziewiętnasty tom cyklu Rougon-Macquartowie. Tłem fabuły jest seria zdarzeń polityczno-militarnych, które towarzyszyły końcowi panowania Napoleona III i upadku II Cesarstwa Francuskiego w 1870 r., takich jak: wojna francusko-pruska, bitwa pod Sedanem czy powstanie Komuny Paryskiej. Powieść została wydana w roku 1892.

## Treść
Klęska opisuje wojnę z punktu widzenia zwykłego żołnierza – Jana Macquarta, który po dramatycznych przeżyciach związanych z życiem na wsi (patrz Ziemia) zaciągnął się na ochotnika do wojska.
Początkowo oddział Jana jest bez większego sensu przenoszony z miasta do miasta, nie uczestniczy w walkach, a żołnierze są coraz bardziej zdemoralizowani i zniechęceni. Zostają w szczegółach opisane kłopoty zaopatrzeniowe, niewykonywanie rozkazów, spory między dowództwem. Oddział Jana ma wziąć udział w próbie odbicia armii oblężonej w Metzu, jednak pod naciskiem pruskim ostatecznie trafia do Sedanu. W wielkiej bitwie o to miasto i jego okolice druga armia francuska razem z cesarzem Napoleonem III trafia do niewoli. Jan zaprzyjaźnia się ze swoim kolegą z oddziału Maurycym, jego siostrą Henriettą i jej mężem, który ginie w czasie działań wojennych.
Jan i Maurycy uciekają z obozu jenieckiego, jednak ich drogi rozchodzą się – Jan, nie umiejąc nic innego, wraca do wojska, gdy Prusacy uwalniają określoną liczbę żołnierzy w celu pomocy w stłumieniu Komuny Paryskiej, podczas gdy Maurycy zostaje w Paryżu gwardzistą narodowym i wspiera Komunę. Tragicznym przypadkiem obaj przyjaciele spotykają się po raz ostatni na barykadzie, gdzie Jan zabija Maurycego. Przed śmiercią Maurycy wybacza mu, a Jan, patrząc na płonący Paryż, pojmuje, że na jego oczach zakończyło się II Cesarstwo.

## Historyczne nawiązania i przesłanie
Klęska należy do najbardziej poruszających obrazów wojny w literaturze francuskiej. Zola opierał się w dużej mierze na wspomnieniach jej uczestników i w ten sposób, choć sam nie walczył, niezwykle przekonująco opisał okropności walk z punktu widzenia zwykłego szeregowca. Opis bitwy pod Sedanem posiada także historyczną wartość. Przygotowując opis okolic miasta, gdzie rozegrała się zasadnicza część wielkiej bitwy, autor udał się na jej miejsce. Rozmawiał z wieloma byłymi żołnierzami, a także pierwszymi historykami wojny, oglądał mapy, planował nawet przejazd całym szlakiem bojowym oddziału Jana i Maurycego (ostatecznie nie zrealizował tego pomysłu w całości). Mniej miejsca poświęcił Komunie Paryskiej, która jest jedynie luźno wspomniana.
Główni bohaterowie, Jan i Maurycy, wyrażają podział na „zdrową” i „chorą” Francję – myślący zdroworozsądkowo, prosty, lecz szczerze kochający swój kraj i gotowy dla poświęceń dla niego Jan zostaje skontrastowany z Maurycym, intelektualistą, który jednak zbyt wiele czasu poświęca rozważaniom nad sytuacją swoją i ogólną, a przez to dokonuje złego wyboru, dołączając do komunardów. Chociaż Zola nie potępia Komuny Paryskiej, nie uważa jej również za akt pozytywny, przyczyniający się do dobra kraju, ale za nieprzemyślany akt rozpaczy. Uznanie tego faktu przez Maurycego zostaje wyrażone w scenie jego śmierci. Równolegle pisarz stanowczo potępia przemoc po obydwu stronach, zarówno rozstrzeliwania zakładników przez komunardów, jak i masowe egzekucje krwawego tygodnia.
Równocześnie Klęska niosła przesłanie pozytywne – upadek świata dekadenckiej burżuazji, którą symbolizuje słaby i złamany życiem cesarz, miał być początkiem czegoś nowego, lepszego, w ten sposób cierpienia zwykłych ludzi nie zostają zmarnowane. Jan, patrzący na płonący Paryż, jest przekonany o konieczności powrotu do ciężkiej codziennej pracy, wpisując się w ten sposób w ogólne przesłanie cyklu, wyrażane wcześniej m.in. przez Sandoza, bohatera Dzieła.